# ヨーゼフ・メルク
ヨーゼフ・メルク (Joseph Merk, 1795年1月18日 - 1852年6月16日) は、ウィーン出身のチェリストである。ウィーン宮廷歌劇場で首席チェロ奏者を務め、ウィーン音楽院で教鞭をとった。

## 生涯
1795年1月18日、商人の息子としてウィーンに生まれる。歌、ギター、ヴァイオリンを学んだのちにヴァイオリニストとして活躍していたものの、一家の別荘で休暇を過ごしていた際に左腕を犬に噛まれ、ヴァイオリンの演奏に必要な高さまで腕を上げることができなくなったため、チェロに転向して帝国楽団のフィリップ・シントレッカーに師事した。なお、この時の怪我の影響で一生、左腕が右腕より短かいままとなった。
チェリストになって1年で、ハンガリーの貴族のもとで弦楽四重奏団の一員として演奏するようになり、まもなくオーストリア、ハンガリー、セルビアへの演奏旅行を行って成功を収めた。1816年にはウィーン宮廷歌劇場の首席チェリストとなり、1834年には28歳にして皇帝より「宮廷名演奏家」の称号を与えられた。なお、ウィーン宮廷歌劇場ではヨーゼフ・リンケと同じプルトで演奏した。また、「宮廷名演奏家」の称号は当時、ニコロ・パガニーニ、ジギスモント・タールベルク、ヴァイオリニストのヨーゼフ・マイゼーダー、ジュディッタ・パスタ、ジェニー・ラッツァー、メルクにしか授与されていなかった。
また、1822年からはアントン・クラフトの後を継いでウィーン音楽院で教鞭を取りつつ、公務の間を縫ってプラハ、ドレスデン、ライプツィヒ、ブラウンシュヴァイク、ハノーヴァー、ハンブルク、ロンドンへの演奏旅行を行った。さらに1825年にはヴァイオリニストのヨーゼフ・マイゼーダーと知り合い、1830年にはピアニストのピアニストのK. ボックレットを交え、1808年の初演以来演奏されていなかったベートーヴェンの『ピアノ、ヴァイオリン、チェロと管弦楽のための協奏曲』を再演して喝采をあびた。また、チェリストのニコラウス・クラフトの紹介でベルンハルト・ロンベルクと親交を深め、ロンベルクの作品をたびたび演奏した。
1836年に最後の演奏旅行を行い、1848年に音楽院を引退した。1852年6月16日にウィーンで死去。

## 演奏スタイル
同時代のドイツのチェリストであるベルンハルト・ロンベルクやフリードリヒ・ドッツァウアーがスラー・スタッカートを嫌ったのに対し、メルクはしばしば自身の作品に取り入れている。なお、チェリストのヴァレリー・ウォルデンは、この違いは弓の持ち方の違いに起因すると分析している。しかしウォルデンは同時に、ニコラウス・クラフト、ボーラー兄弟、リンドレー父子およびメルクのフィンガリングには、ロンベルクやジャン＝ルイ・デュポールの影響が見られるとも述べている。
また、19世紀になるにつれ、より長く、連続するスラーを利用する作品が多く見られるようになったが、メルク自身も『シューベルトの人気ワルツによる序奏と変奏』においてアルペジオにスラーがけをして、その中でアクセントをつけている。

## 同時代の作曲家たちとの交流

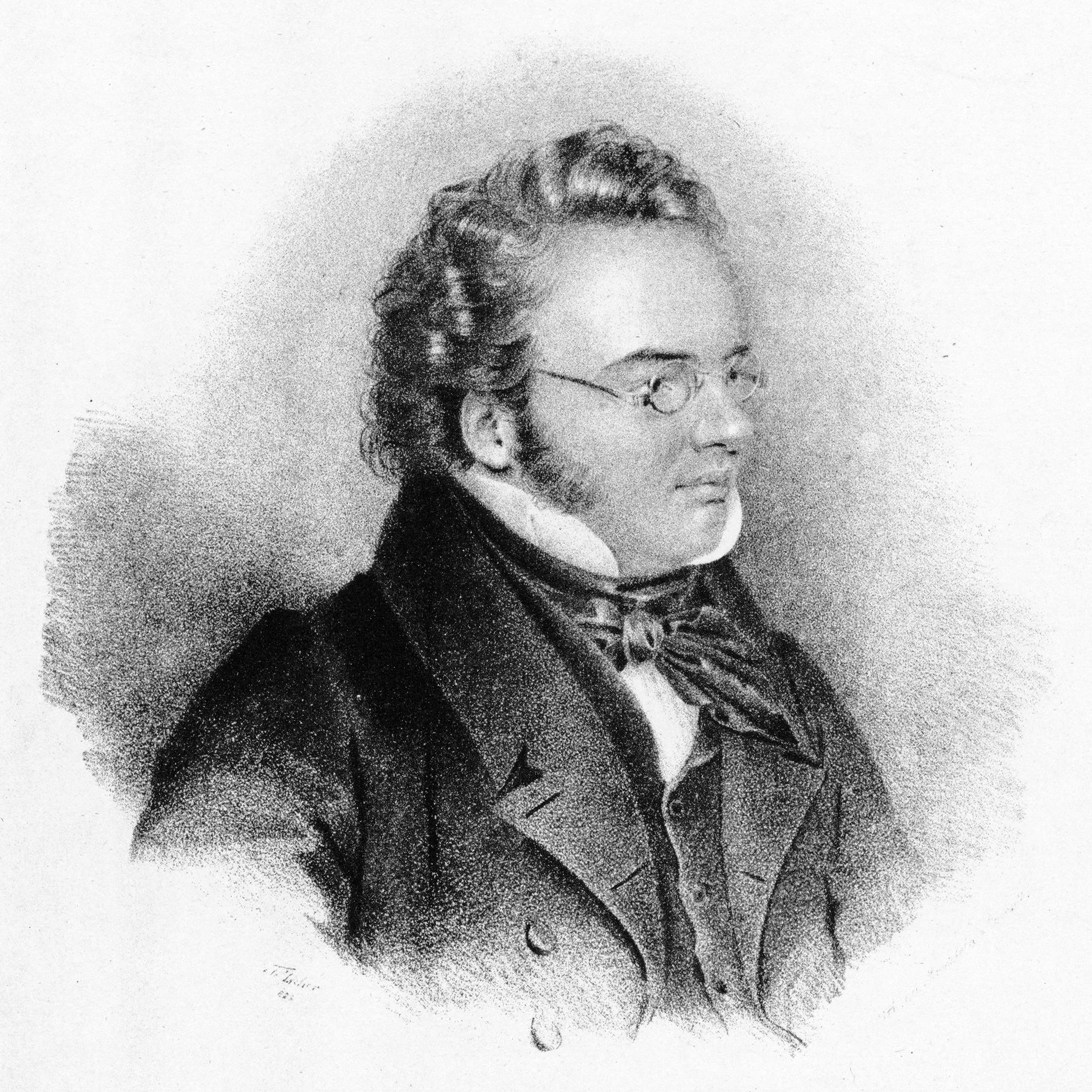
メルクと交流のあった作曲家のフランツ・シューベルト (1828年)

1825年、マイゼーダーとメルクが組んでいた弦楽四重奏団は、ルートヴィヒ・ヴァン・ベートーヴェンから『弦楽四重奏曲第12番』の演奏依頼を受けた。特に甥のカール・ヴァン・ベートーヴェンはメルクを高く評価しており、ヨーゼフ・リンケに比べてメルクの方が優れているとルートヴィヒに書き送っている。また、ルートヴィヒもメルクが出演するコンサートについて自身の会話張に書き記した。なお、ベートーヴェンの葬儀の際、メルクは棺のそばで松明を掲げた。
また、メルクは作曲家のフランツ・シューベルトと親交を結んでいた。1822年4月15日、ウィーンのミリノーテン広場にある会議所のホールで開催されたメルクの演奏会に際し、シューベルトはチェロ演奏の合間の曲として男声四重奏曲『精神と愛』を作曲している。なお、この曲はバルト、ティーツェ、ネエブゼ、ヨーハン・ネストロイによって歌われた。
さらに、フレデリック・ショパンは2度目のウィーン滞在中にメルクと知り合い、1829年にチェロとピアノのための『序奏と華麗なるポロネーズ』を作曲し、メルクに献呈した。ただ、作曲家自身はこの曲について「サロンやご婦人たちのための、キラキラ輝く子供だまし以上のものではない」と述べている。なお、ショパンはサロンでメルクと共演することもあり、「ウィーンで1番のチェリスト」などの賛辞を手紙に記したほか、ヴァイオリニストのスラヴィックを交えてピアノトリオを結成したいとも述べた。
また、作曲家・ピアニストのフランツ・リストは、ヴァイオリニストのヨーゼフ・マイゼーダー、およびメルクとともにベートーヴェンの『ピアノ三重奏曲第7番「大公」』を演奏した。なお、リストは演奏会デビューをする前からマイゼーダーやメルクに演奏を聴いてもらっていた。

## 教育活動
ウィーン音楽院で教鞭をとった。弟子にアントン・トレーク、カール・レオポルド・ベーム、H. レーヴェル、ヨーゼフ・M・マルクス、ジャック・フランコ＝メンデス、クリスチャン・ケラーマンらがいる。

## 作曲活動
協奏曲とコンチェルティーノをそれぞれ一曲ずつ作曲した。また、ポロネーズや変奏曲はかつて盛んに演奏されたが、次第に演奏されなくなった。また、『20の練習曲』作品11、『6つの練習曲』作品20はフランツ・シューベルトに捧げられた。
他にも、当時流行していた、オペラの旋律を取り入れた器楽曲をいくつか作曲している。

## 評価

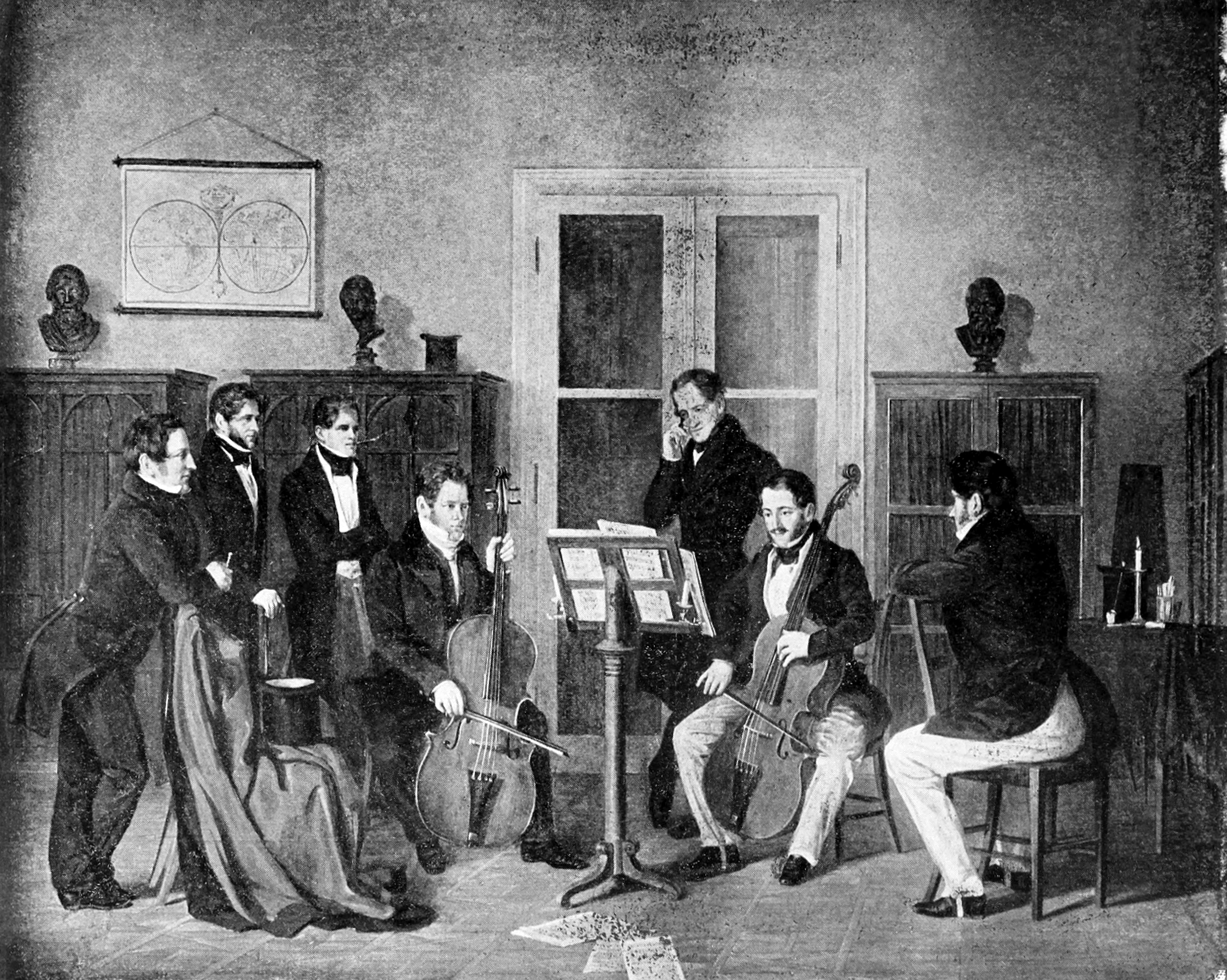
ウィーンのソワレでバロン・エスケレスとともにチェロを演奏するメルク (1830年)。ヴァイオリニストのヨーゼフ・マイゼーダーも同席している。

エドゥアルト・ハンスリックはメルクについて「熱心に演奏会を開き、疲れを知らず、たえず聴衆の共感を呼びおこした」と評している。また、ウィーンの上流サロンで人気のあったヴァイオリニストであり、ベートーヴェンからも評価された友人のヨーゼフ・マイゼーダーになぞらえて、メルクは「チェロのマイゼーダー」とも呼ばれた。
なお、1826年のプラハ発の記事では、以下のように記されている。
また、イングランドの旅行家エドワード・ホルムズは以下のように述べている。

### 英語文献
- George Grove, ed. (1900), “Merk, Joseph” (英語), A Dictionary of Music and Musicians, ウィキソースより閲覧。
- Christopher H. Gibbs; Dana Gooley (2010). Franz Liszt and His World. Princeton University Press. ISBN 9781400828616. Google Booksより。
- James Huneker (1900). Chopin: the Man and His Music. Project Gutenbergより。
- Ashton Jonson (2010). A Handbook to Chopin's Works. BoD – Books on Demand. ISBN 9783867414371. Google Booksより。
- Maurycy Karasowski (1879). Frederic Chopin: His Life, Letters, and Works, v. 1. WILLIAM REEVES. Project Gutenbergより。
- Maurycy Karasowski (1879). Frederic Chopin: His Life, Letters, and Works, v. 2. WILLIAM REEVES. Project Gutenbergより。
- Frederick Niecks (1902). Frederick Chopin, as a Man and Musician — Complete. Novello and Co. ; New York : H.W. Gray Co. Project Gutenbergより。
- Anton Schindler (1841). Life of Beethoven. HENRY COLBURN. Project Gutenbergより。
- Anton Schindler; Donald W. MacArdle (1996). Beethoven as I Knew Him. Courier Corporation. Google Booksより。
- Wilhelm Joseph von Wasielewski (1894). The Violoncello and Its History. Translated by Isobella S. E. Stigand. NOVELLO AND COMPANY, Limited AND NOVELLO, EWER AND CO. Project Gutenbergより。

### 日本語文献
- 井上頼豊、長谷川武久『語り継ぐ 齋藤秀雄のチェロ教育』音楽之友社、1987年。ISBN 4276201667。
- ヴァレリー・ウォルデン 著、松田健 訳『チェロの100年史 1740~1840年の技法と演奏実践』音楽之友社、2020年。ISBN 9784810530032。
- 大崎 滋生『ベートーヴェン 完全詳細年譜』春秋社、2019年。ISBN 9784393932155。
- 音楽之友社『新編 世界音楽大全集 器楽57 チェロ名曲集Ⅱ』音楽之友社、1993年。ISBN 427601557X。
- マーガレット・キャンベル 著、山田玲子 訳『名チェリストたち』東京創元社、1994年。ISBN 4488002242。
- ユリウス・ベッキ 著、三木敬之、芹沢ユリア 訳『世界の名チェリストたち』音楽之友社、1982年。ISBN 4276216184。